# قائیندی (استان بادکند)
قائیندی (به لاتین: Raut) یک منطقهٔ مسکونی در قرقیزستان است که در استان بادکند واقع شده‌است. قائیندی ۱٬۹۱۹ متر بالاتر از سطح دریا واقع شده‌است.